# Eleazer Oswald
Eleazer Oswald (Falmouth, 1750 – New York, 30 settembre 1795) è stato un militare e giornalista britannico, partecipò attivamente sia alla Rivoluzione americana che alle guerre rivoluzionarie francesi.

## Biografia
Nato a Falmouth, Cornovaglia, conosciamo solamente la data del suo battesimo, ovvero il 2 febbraio 1750, da famiglia benestante ed imparentata con il mercante Richard Oswald, uno dei commissari di pace per il Regno di Gran Bretagna al Trattato di Parigi del 1783. Suo padre, Eleazer Oswald, era un capitano di marina, e di sua moglie Rebecca Thomas. Suo padre scomparve in mare quando era ancora adolescente e si trasferì in America intorno al 1770 stabilendosi nel Connecticut, e successivamente divenne apprendista del pubblicista John Holt di New York, del quale sposò la figlia, Elizabeth, il 2 gennaio 1772.

Dopo lo scoppio della Rivoluzione americana ed in seguito alla battaglia di Lexington si unì alla causa dei coloni americani, arruolandosi nell'esercito. Insieme al generale Benedict Arnold partecipò alla cattura del forte Ticonderoga il 10 maggio 1775.